# Патриот (журнал)
Патриот:Журнал воспитания — журнал по воспитанию детей начала XIX века. Издавался русским писателем и журналистом Владимиром Измайловым.
Журнал выходил ежемесячно в Москве в 1804. Вышло 12 номеров (4 части).
Журнал имел 3 отдела: Для воспитателей, Для детей, Для молодых людей (мораль, литература, философия). В первом отделе журнала Измайлов популяризировал педагогические идеи Руссо и учение швейцарского педагога Иоганна Генриха Песталоцци. За исключением двух статей издателя, весь отдел состоит из переводов (Мармонтель, Морелли, Руссо, Сен-Ламбер, Б. де Сен-Пьер, Фенелон,
Марии Эджуорт и др.). Второй отдел заполнялся нравоучительными рассказами. В третьем отделе печатались отрывки из Вольтера, Фелисите де Жанлис, Лагарпа, Монтескье и других французских авторов, посвященные вопросам морали, принципам прекрасного, нормам поведения и пр. Художественная литература представлена переводами из Жанлис и Крюденер.

## Цифровые копии журнала
- 1804, т. 1 (Январь, февраль, март) РГБ Москва
- 1804, т. 2 (Апрель, май, июнь) РГБ Москва
- 1804, т. 3 (Июль, август, сентябрь) РГБ Москва
- 1804, т. 4 (Октябрь, ноябрь, декабрь) РГБ Москва